# Келенхузен (Остзе)
Келенхузен (њем. Kellenhusen) општина је у њемачкој савезној држави Шлезвиг-Холштајн. Једно је од 36 општинских средишта округа Остхолштајн. Према процјени из 2010. у општини је живјело 1.089 становника. Посједује регионалну шифру (AGS) 1055025.

## Географски и демографски подаци
Келенхузен се налази у савезној држави Шлезвиг-Холштајн у округу Остхолштајн. Општина се налази на надморској висини од 0 метара. Површина општине износи 8,2 km². У самом мјесту је, према процјени из 2010. године, живјело 1.089 становника. Просјечна густина становништва износи 133 становника/km².